# Botond-monda
A középkori krónikákban is feljegyzettek szerint a Bizánc kapui elé vonuló magyarok elé kiállt egy hatalmas termetű görög vitéz, aki kijelentette, hogy ha őt két magyar legyőzi, a görög császár adót fog fizetni a magyaroknak. A görög ellen a kis termetű Botond állt ki a magyarok közül, aki előbb Apor vezér utasítására buzogányával bevágta Bizánc érckapuját, akkora rést ütve rajta, melyen egy ötéves gyermek ki- és be járhatott, majd rövid küzdelem után legyőzte ellenfelét. Amikor a magyarok követelték az adót, a császár nem adta meg nekik, ezért őseink romba döntötték Bizáncot.

## Előzmények
A 955-ös augsburgi csatavesztés után nagyjából lezárultak a magyar kalandozások a nyugati országok felé és inkább déli irányba, főleg Bizánc felé történtek ezután már csak hadjáratok.
958-ban, április 14-én már Konstantinápolynál állt a magyar sereg.

## A monda
„A magyarok csak nem tudtak nyugodni, harci kedvük nem lohadt a németországi nagy veszedelem után sem. Amint erőre kaptak, meg sem álltak a görög császár városáig. Megijedt a görög császár a magyar sereg láttán, elzáratta a városnak mind a hét kapuját, hogy a magyarok be ne mehessenek. Azt tanácsolta, ne ontsák egymás vérét, kár volna a görögért is, a magyarért is, inkább álljon ki a görögök részéről is, a magyarok részéről is egy-egy vitéz bajvívásra. Ha a görög győz, a magyarok szépen menjenek vissza a hazájukba, ha pedig a magyar vitéz győz, akkor Göröghon nagy adót fizet a magyaroknak.
- Jól van - mondta a magyarok egyik vezére -, hát csak jöjjön a vitéz!
Elmentek a követek, s egy óra sem telt belé, kijött egy roppant méretű óriás, két karját a melle előtt összefonva megállt, s nagy büszkén odakiáltott a magyaroknak:
- Hadd lám, ki mer kiállni velem! De kettő jöjjön egyszerre, eggyel nem is kezdek!
Összenéztek a magyarok, szikrázott a szemök a haragtól, s egyszerre száz is kiáltotta: én is kiállok! Én is! De a legmerészebb köztük Botond volt, egy köpcös, tagbaszakadt ember, s egy szempillantásra vált ki a seregből. Miután ledobta kaftánját, s levette ingét, így szólt a görög vitézhez:
- Hallj ide, te görög óriás, Botond az én nevem! A legkisebb vitéz a magyarok között. Állíts csak te magad mellé még két görögöt!
Azzal megmarkolta súlyos buzogányát, kétszer megforgatta feje fölött, s úgy vágta a vár vaskapujához, hogy az az egyszeriben kettéreccsent. Akkora lyukat ütött a kapun, hogy egy növendék gyermek ki-be sétálhatott volna rajta.
- Hé, no - mondta az óriás - kár volt úgy eldobnod azt a buzogányt!
- Nem kell nekem sem buzogány, sem kard - mondta Botond, s puszta kézzel ment a görögnek.
- Huj-huj! - biztatta a többi magyar Botondot. Ő megmarkolta erősen a görögöt, aztán jobbra, majd balra lódította; s végül úgy a földhöz vágta, hogy ha hét lelke lett volna, az is kiszalad belőle!
De bezzeg szégyellte ezt a görög császár! Ott ült a vár fokán, egész háza népével, udvarával, s szentül hitték, hogy az óriás le tudja győzni bármelyik magyart. S lám, a legkisebbet sem tudta legyőzni. Szégyenszemre visszavánszorogtak a palotába, s a császár akkora adót vállalt, amekkorát csak kívántak, csak hogy hagyják őket békében a magyarok!”

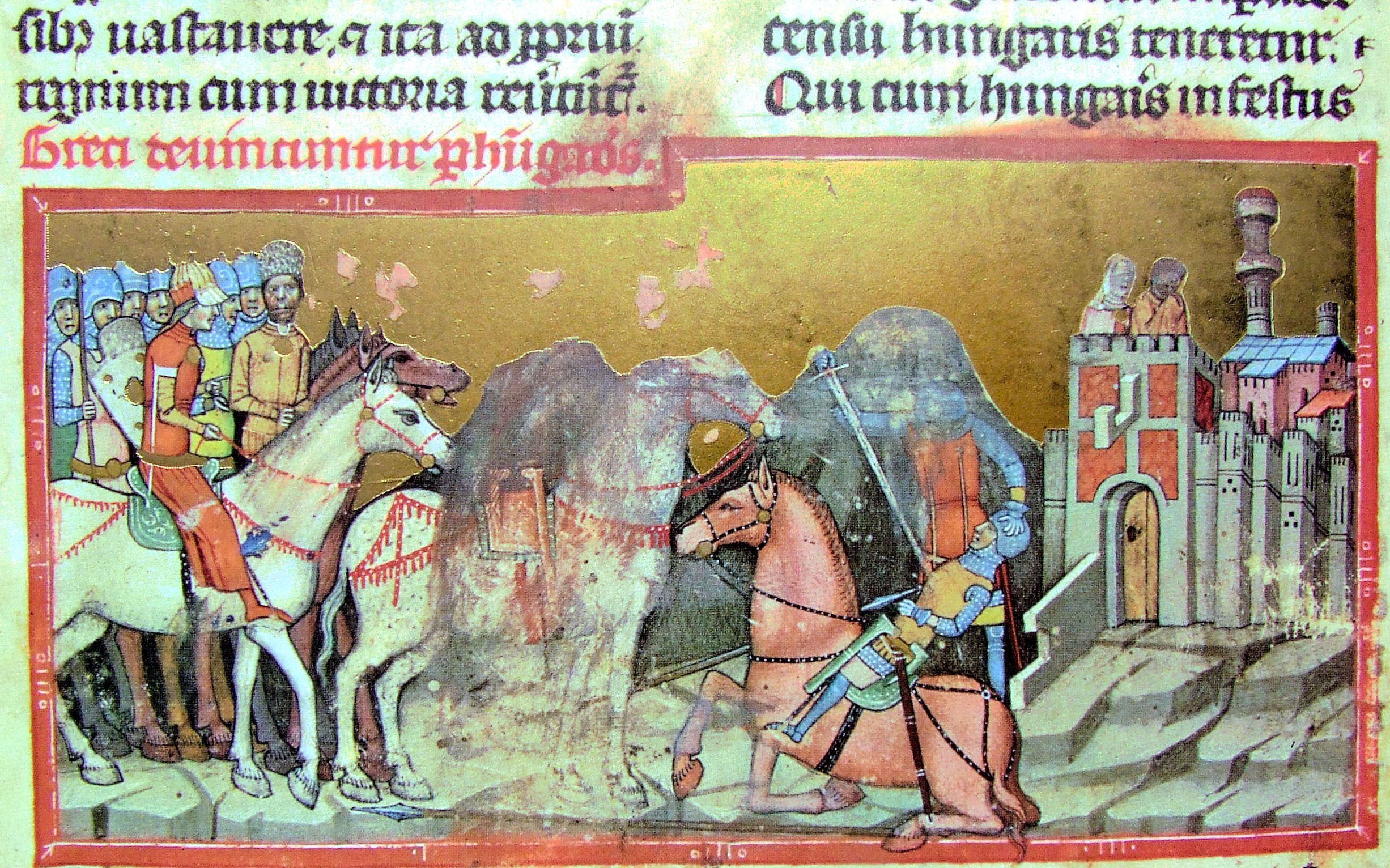
A Botond-monda illusztrálása a Képes krónikában (1358)

„öt esztendeig meg sem mozdúltak, végre Bolgárországba menvén Idropoliszig jutának, s midőn látták, hogy nem jön sereg ellenök, Konstantinápolyig menvén, annak fala mellé szállának. Akkor egy óriás nagy görögöt küldenek ki, ki azt kivánja vala, hogy két magyar birkozzék vele, ekként kiáltozva, hogy ha mind a két magyart földhöz nem veri, akkor Görögország a magyaroknak adót fizetve hódoljon. S minthogy azon görög a sereget igen bosszantotta, egy Botond nevezetű magyar áll ki vele birkozni; s a mint a küzdő tér elkészűlt, bárdját, mellyet hordani szokott vala, ragadva, a város réz kapujához rohana, s abba bárdjával egy csapásra, mint mondják, ollyan rést vága, hogy a görögök azon kaput mint csudát nem akarták kiigazitani. S a mint ezt megtette, a viadal terére fegyvertelenül kiáll, s a magyarok lóháton, a görögök a kőfal bástyáira mint nézők egybegyülekeznek. A mint osztán a görög a városból kijött, hogy a viadal terére menjen, látja hogy Botond egymaga áll küzdeni készen s kiálta neki: miért nem veszen maga mellé másik magyart segítségűl? Akkor Botond rá rohanván mint mondják úgy megragadta, hogy alig telt a bírkozásban egy kis óra, a görög úgy földre terűlt, hogy semmi módon nem birt többé fölkelni. Minek láttára a görög császár s a görögök többi nagyai, a császárné is úrasszonyaival a falról eltávozva palotáikba vonulának, nagy szégyennek tartva, a mi történt vala. És jóllehet az így földhöz vágott görög törött karral életben maradt, csakugyan ezen viadal lőn oka halálának. A magyarok tehát a viadal dicsőségét megnyervén, követeket küldenek a görögökhöz az adót követelni, kiknek, mint mondják, a császár mosolyogva egy szót sem válaszolt. Akkor a magyarok vezérökkel Taksonnal tanácsot tartván, azon helyről megindulván egész Görög- és Bolgárországot fosztogatva, azokból aranyat, gyöngyöket, drága köveket, számtalan foglyot és töméntelen barmot rablanak s úgy térnek meg osztán vígan Pannoniába. Ez volt ugyanis az utolsó rablás, mellyet a pogány valláson lévő magyarok elkövettek.”

– Képes krónika

## Történelmi tények és feltevések
Sajnos valójában nem tudjuk, hogy Botond vezér pontosan mikor élhetett, s azt sem, kinek a leszármazottja volt. Ha Benedek Elek írását vizsgáljuk („Ond, a vasgyúró, kinek markában négy patkó roppan össze egyszerre. Mellette a fia, Botond, igazi apja fia.” -- Nemzetgyűlés - Honszerző Árpád), akkor ő Ond fia volt és 958-ban már egy vénember lehetett. Ha viszont Árpád fejedelem leszármazottja (például unokája) volt, akkor a 958-as hadjáratban való részvétel reális. De természetesen nyilvánvaló, hogy (főleg ebben a korban) nem csak egy Botond lehetett.
A magyar sereg vezérei a monda szerint Botond vezér és Apor vezér, aki a székely hadak parancsnoka.
Botond vezérről tudjuk, hogy jó barátja, vagy inkább rokona volt Lehelnek (Lél) és Bulcsúnak, a két, Augsburgnál elesett vezérnek. Az augsburgi csata után Bajorországban dúlt, barátai/fivérei, és a magyar had legyőzésének megbosszulására.[forrás?]